# 小川清
小川 清（おがわ きよし、1922年（大正11年）10月23日 - 1945年（昭和20年）5月11日）は、大日本帝国海軍軍人。

## 経歴
1922年に群馬県高崎市で生まれる。群馬県立高崎中学校（現・群馬県立高崎高等学校）、第二早稲田高等学院を経て、1942年秋に早稲田大学政治経済学部へ進学するが、大日本帝国海軍に憧れて1943年12月10日に横須賀第二海兵団に海軍二等水兵として入団する。1944年2月1日に海軍予備学生（14期飛行専修）となり、土浦海軍航空隊に入団すると、学問や飛行訓練などで頭角を現し、同年5月25日に基礎教程を修了、同日付で谷田部海軍航空隊に配属された。谷田部航空隊でも練習機を用いて飛行訓練を行い、同年9月28日に修了、同日付で神ノ池海軍航空隊に入隊した。1944年12月25日に大日本帝国海軍から海軍少尉を拝命し、1945年4月1日から谷田部海軍航空隊附となる。
1945年5月5日に第721航空隊の第306飛行隊に配属されると、5月11日に菊水作戦（菊水6号作戦）が発令された。小川は神風特別攻撃隊第7昭和隊として、鹿屋基地を午前6時40分に離陸。同日午前10時9分、南西諸島沖東方122kmにおいて「ワレ突入ス」との無線の後、友軍機（安則盛三中尉が搭乗）に続いてアメリカ空母バンカー・ヒルの飛行甲板に250kg爆弾を投下後、艦橋と甲板との境あたりに突入し、戦死。享年22。バンカー・ヒルは大破・炎上、死者396名、負傷者264名を出した。小川は二階級特進によって海軍大尉となり、正七位勲五等功三級の金鵄勲章を受けた。

## 遺品・遺書

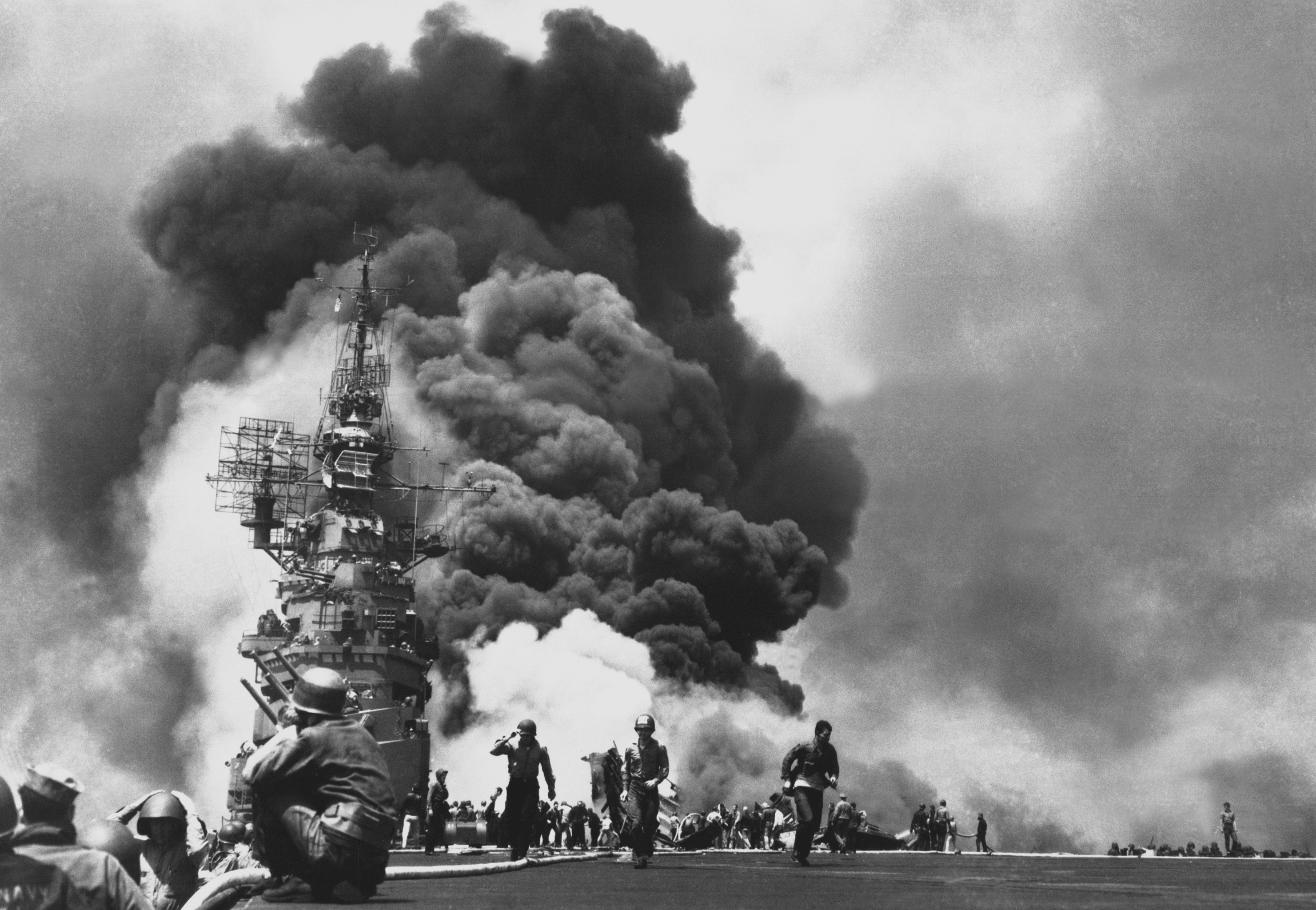
特攻を受けて炎上するバンカー・ヒル

- 1945年当時、バンカー・ヒルの乗組員だったロバート・ショック（2000年11月7日没）は、被害後のバンカー・ヒルの処理を行なっているとき、炎上せずに残っていた小川機を発見。機内に残っていた遺品を持ち帰って大切に保管していた。これを形見として受け取ったロバートの孫が、小川の遺品を遺族に返還したいと会社の通訳業である上司の妻（日本人）を介して、2001年3月27日にサンフランシスコで返還した。小川の実兄は2000年4月に死去していたため、小川の義理の娘母子に返還された。
- 遺品は「名前が書かれた布片」「戦友からの短歌が書かれた手紙」「戦友達と写った写真2枚」「懐中時計」「落下傘の留め金・製造票」「日本の紙幣」「軍票」である。
- 小川が両親へ宛てて書いた遺書が残っている。